# Гоноцефал хамелеонів
Гоноцефа́л хамелео́нів (Gonocephalus chamaeleontinus) — представник роду Гоноцефалів з родини Агамових.

## Опис
Загальна довжина досягає 45 см. Потиличний гребінь помітно вище спинного й відокремлений від нього невеликий перемичкою. І той та інший складаються з декількох прямостоячих рядків луски трикутної форми, які зростаються в основі. Луска середнього рядку найбільш витягнута, ланцетоподібної форми. Надочноямкові гребені добре розвинені з загостреними виростами на кшталт ріжків позаду очей. Горлова торба велика.
Забарвлення зелене з килимовим малюнком з дрібних цяток жовтуватого або салатового відтінків. Ці гоноцефали здатні різко змінювати свій колір на помаранчевий, коричневий або чорний. Самці та самки майже не відрізняються за забарвленням і характером лускатого покриву, самки лише дещо дрібніше, та з настання статевої зрілості на кінчику носа у них з'являється невеликий виріст.

## Спосіб життя
Полюбляє первинні тропічні ліси, зарості дерев з нетовстими створами поблизу річок та струмків. Активний вдень. Харчується безхребетними, іноді спускаючись за здобиччю на землю.
Це яйцекладна ящірка. Самиця відкладає до 5 яєць.

## Розповсюдження
Мешкає на Малаккському півострові, островах Яві, Суматрі й деяких невеликих прилеглих островах.